# Trois-Rivières (Nouveau-Brunswick)
Pour les articles homonymes, voir Trois-Rivières (homonymie).
 (février 2017).
Si vous disposez d'ouvrages ou d'articles de référence ou si vous connaissez des sites web de qualité traitant du thème abordé ici, merci de compléter l'article en donnant les références utiles à sa vérifiabilité et en les liant à la section « Notes et références ».
Les Trois-Rivières, plus souvent incluses dans le Sud-Est, sont une région située au sud-est du Nouveau-Brunswick.
Les Trois-Rivières comptent environ deux-tiers de Canadiens anglais et un tiers d'acadiens, francophones. Une communauté micmaque est établie à Fort Folly.
Précédés par les Paléoaméricains, les Micmacs ont colonisé la région il y a près de trois millénaires. Les Acadiens s'y sont établis en 1698. Ils ont profondément changé le paysage en asséchant les marais au moyen d'aboiteaux. Le Grand Dérangement, entre 1755 et 1763, a vu l'expulsion de la plupart des Acadiens par les Britanniques. Peu à peu peuplée par des immigrants britanniques et allemands, la région est aussi devenue le « berceau de l'Acadie », où sont revenus s'établir des exilés acadiens. Une puissante économie se développe à Moncton au XIXe siècle, aidée par la construction du chemin de fer Intercolonial. Memramcook joue à la même époque un rôle important dans la renaissance acadienne. L'université de Moncton ouvre ses portes en 1963, lors de la seconde renaissance acadienne. Après plusieurs décennies de troubles sociaux, les deux principales communautés linguistiques s'approchent de l'égalité. L'effondrement de l'industrie ferroviaire dans les années 1980 plonge la région en crise mais l'économie se redresse au milieu des années 1990.

## Géographie

### Situation et limites

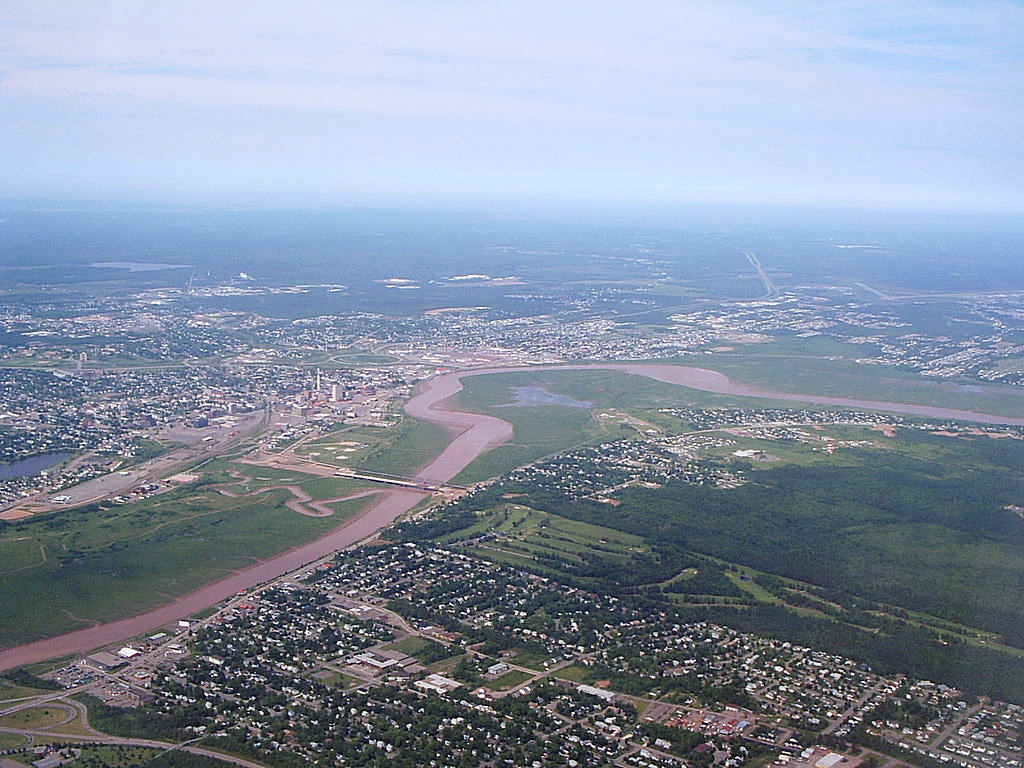
Le Coude, situé au cœur des Trois-Rivières.

Les Trois-Rivières sont situées au sud-est du Nouveau-Brunswick. La région comprend les principaux secteurs habités du comté d'Albert ainsi que l'ouest du comté de Westmorland. Comme son nom l'indique, la région comprend la vallée de la rivière Petitcodiac de son embouchure dans la baie de Fundy jusqu'aux environs de Salisbury (46° 01′ 36″ N, 65° 02′ 25″ O), ainsi que les vallées des rivières Chipoudy et Memramcook. La principale agglomération des Trois-Rivières est le Grand Moncton, situé au Coude du fleuve (46° 05′ 07″ N, 64° 45′ 20″ O) et comprenant les cités de Moncton et de Dieppe ainsi que la ville de Riverview. La seconde plus grande ville ainsi que celle la plus à l'est est Memramcook (45° 58′ 34″ N, 64° 33′ 53″ O) alors que la ville la plus au sud est Riverside-Albert (45° 44′ 53″ N, 64° 44′ 34″ O).
Les Trois-Rivières sont limitrophes de la baie de Fundy au sud-ouest, des collines calédoniennes à l'ouest, du mont Steeves et du mont Lutes au nord-ouest, du pays de Gédaïque au nord, du pays de Cap-Pelé au nord-est, du bois de l'Aboujagane à l'est et du cap Maringouin au sud-est.

### Topographie

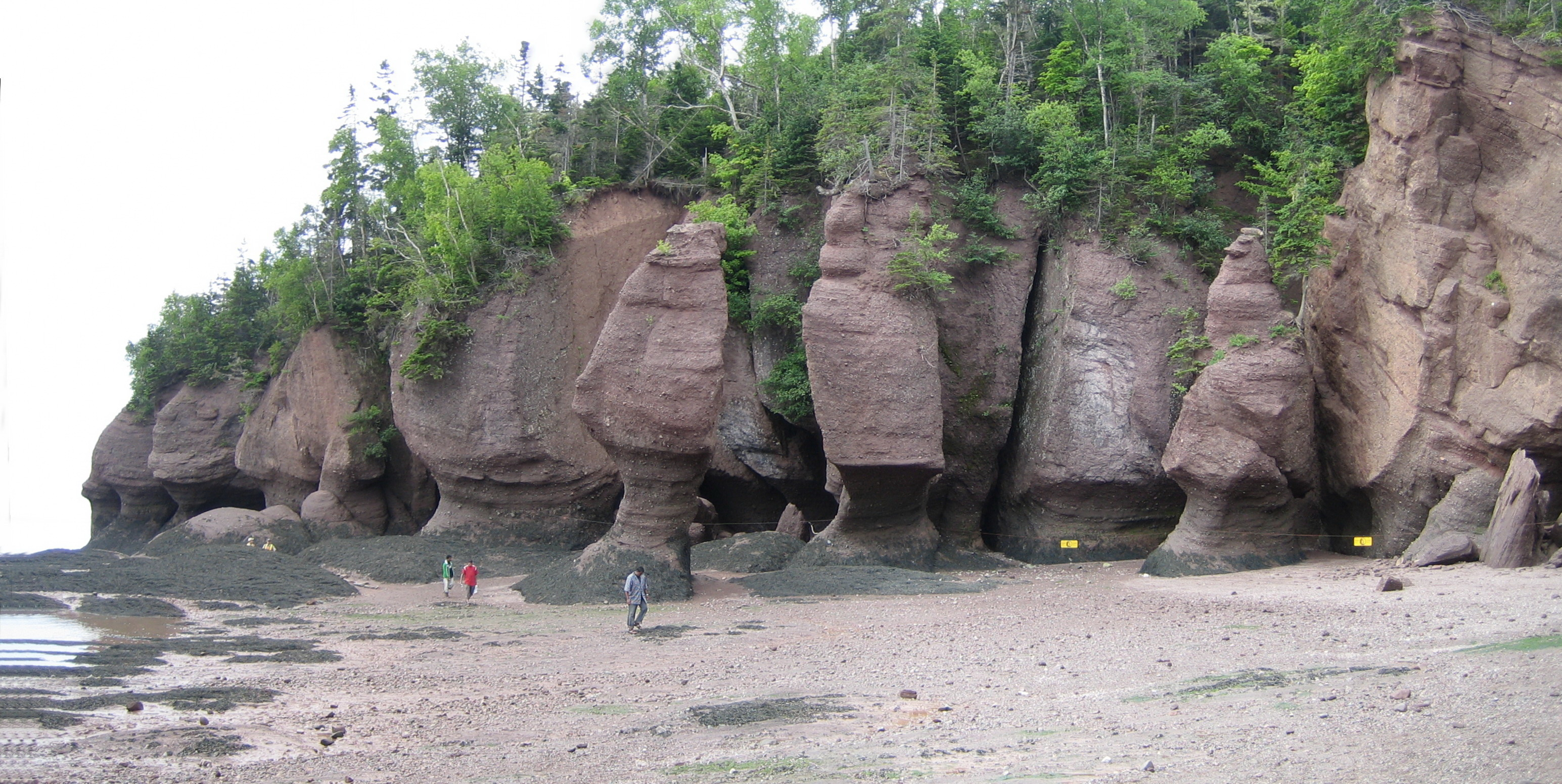
Les rochers d'Hopewell à marée basse.

La rivière Petitcodiac est large de trois kilomètres dans son embouchure mais s'est fortement rétréci depuis la construction du pont-jetée de la rivière Petitcodiac dans les années 1960. Le fleuve naît à quelques kilomètres à l'ouest, au village de Petitcodiac. Il coule en direction est jusqu'au Coude, où il bifurque vers le sud. Il se déverse alors dans la baie de Chipoudy puis dans la baie de Chignectou pour finalement aboutir dans la baie de Fundy. La rivière Memramcook prend sa source à quelques kilomètres à l'est dans le bois de l'Aboujagane. Elle coule en direction ouest puis se dirige au sud, parallèlement au fleuve, en arrosant le village de Memramcook situé le long de ses nombreux méandres. La rivière conflue en rive gauche du fleuve à la pointe de Beaumont. La rivière Chipoudy prend sa source dans les collines calédoniennes et coule vers le nord-est avant de se jeter dans la baie de Chipoudy.
Les Trois-Rivières comprennent la partie orientale des collines calédoniennes. Le mont Chipoudy culmine à 327 mètres au bord de la baie du même nom. Entre le fleuve et la rivière Memramcook s'élèvent les Grandes Buttes, culminant à 140 mètres. Le plateau de Lourdes (115 mètres) puis la colline Coppermine se trouvent à l'est de la rivière Memramcook.
La seule île est l'île aux Meules, à la limite entre la baie de Chipoudy et la baie de Chignectou. Les rochers d'Hopewell forment des îles à marée haute.

## Histoire
Les Trois-Rivières sont habitées depuis quelques centaines d'années par les Micmacs, qui résidaient principalement aux sites de Beaumont et Salisbury. Les Acadiens s'y établirent pour la première fois en 1698, à Chipoudy. La région se développa jusqu'en 1755, où les Britanniques décidèrent de déporter la population.

## Culture

### Architecture
Plusieurs influences architecturales se côtoient dans les Trois-Rivières. L'architecture acadienne se remarque le plus à Memramcook. Le principal monument micmac est la chapelle Sainte-Anne, à Beaumont. Quelques éléments de l'architecture traditionnelle micmaque subsistent, comme une structure rappelant un wigwam dans l'ancien centre Four Winds de Fort Folly.

## Économie
Le secteur le plus important dans le centre de la région des Trois-Rivières est le secteur manufacturier, qui couvre plus de 20 % des perspectives industrielles. Viennent ensuite les soins, le commerce de détail, la construction et l'enseignement. Le tourisme tientaussi une grande place dans cette région. Quant aux côtes, le secteur le plus important est la pêche.